# Calçats Neus Palou
Calçats Neus Palou es troba al carrer del sindicat, núm. 17, Palma, Mallorca. Fou fundada l’any 1947, com una sabateria especialitzada en calçats masculins, pels germans Palou, naturals d’Alaró. La família s’instal·la a Palma l’any 1930, on montà un taller que feia feina per l’empresa Calzados Minerva.

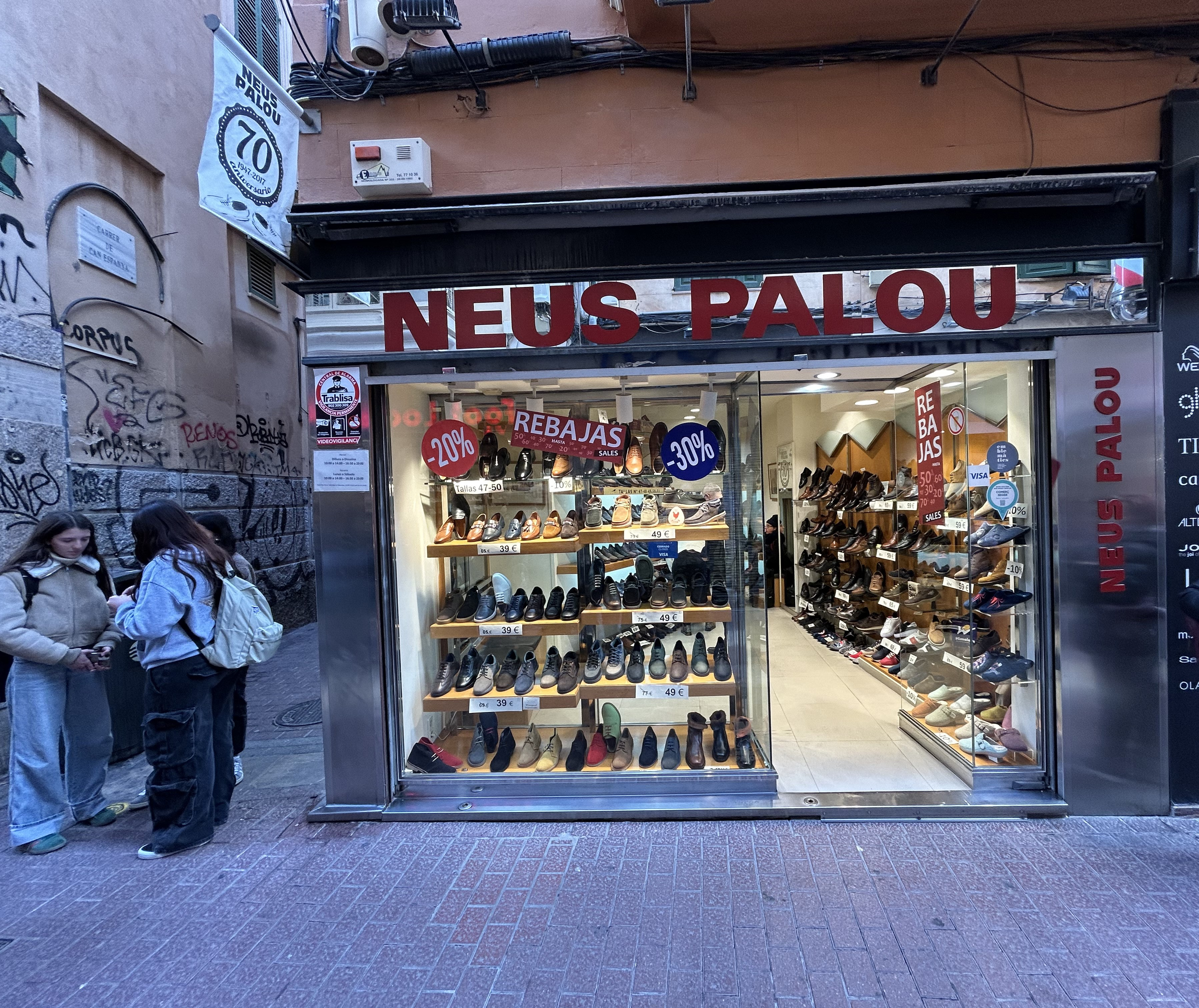
Façana de la sabateria Neus Palou

La segona generació, Maria Neus Palou i el seu marit Miquel Riera, es va fer càrrec del negoci l’any 1972. Als anys vuitanta començaren a importar sabates d’Elx a causa del tancament progressiu de les fàbriques mallorquines. El 1988 es canvia el nom de Calzados Palou a Calçats Neus Palou en memòria a la mort de Maria Neus Palou. El propietari actual és el fill, Felip Riera Palou, tercera generació.
Des dels inicis del negoci, la sabateria es dedica exclusivament al calçat d’home. Quan començaren la fabricació era pròpia, però amb el temps començaren a comprar la producció a diferents fàbriques mallorquines, sobretot a Inca, Lloseta i Alaró.
A l'exterior, l'espai es caracteritza per un cartell de color vermell que identifica el local, acompanyat d'un rètol antic que assenyala l'oferta de talles grans de calçat. A l'interior, predomina un disseny senzill i funcional, amb prestatgeries de fusta per exhibir els productes, elements com miralls decoratius, un banc per als clients i una zona d'atenció amb taulell.
Al llarg dels anys, l'establiment ha modernitzat gradualment la seva imatge per adaptar-se als gustos contemporanis. Ha reforçat la seva estratègia digital mitjançant el desenvolupament d'un lloc web i una presència activa a les xarxes socials, amb l'objectiu de connectar amb públic més jove i expandir la seva visibilitat a la xarxa.
El 24 de juliol de 2024 (resolució núm. 7460, Ajuntament de Palma) el manté com a Comerç Emblemàtic (categoria 2A) en l'aprovació del Catàleg d'establiments emblemàtics de 2024.